# 劉之柱
劉之柱（？—？），字鼎宇，號梅峯，四川叙州府富順县人。明朝政治人物。

## 生平
萬曆甲申（1584年）十月十三日生。萬曆四十年（1612年）壬子科鄉試第七十名舉人，四十四年（1616年）中丙辰科二甲三十七名進士，禮部觀政，四十五年任工部主事，天啓元年（1621年）升员外郎，管理重城，升郎中，升襄阳府知府，五年調西安府知府，升陕西按察副使，分巡关内道，六年升山西冀北道副使，十二月升廣西苍梧道右參政，崇祯元年考察，三年補廣東副使，所至不以才名顯，去後人常頌之。

## 家族
曾祖父劉用中，弘治九年進士，官雲南副使。祖父劉悰，以孫劉之龍貴贈湖廣左布政使。父劉承胥。
《富順縣志》：刘氏，进士刘之柱女，普安学正阮捷中妻，因流贼陷城，同夫捷中死于普安学署，巡抚范镜题请赐赠入祠。